# Archispirostreptus xanthoproctus
Archispirostreptus xanthoproctus är en mångfotingart som beskrevs av Filippo Silvestri 1897. Archispirostreptus xanthoproctus ingår i släktet Archispirostreptus och familjen Spirostreptidae. Inga underarter finns listade i Catalogue of Life.